# Schwarzau (Trostberg)
Schwarzau ist ein Stadtteil von Trostberg im Landkreis Traunstein.

## Geographische Lage
Schwarzau liegt südlich von Trostberg links der Alz an der Bundesstraße 299. Auf der anderen Seite der Alz liegt das Industriegebiet Chemiepark mit der Firma Alzchem.

## Geschichte
Das früher eher ländlich geprägte Schwarzau hat sich zu einer Vorstadt Trostbergs entwickelt, nicht zuletzt aufgrund der Nähe zum Industriegebiet der früheren SKW Trostberg. Seit 1951 gibt es mit der Pfarrei Mariä Himmelfahrt eine eigenständige katholische Kirchengemeinde. Die Kirche wurde von Josef Wiedemann 1950/51 erbaut.